# Аженський Врх
Аженський Врх (словен. Aženski Vrh) — поселення в общині Горня Радгона, Помурський регіон, Словенія. Висота над рівнем моря: 310,4 м.